# Su alteza serenísima
Su alteza serenísima és una pel·lícula mexicana del 2000. Dirigida per Felipe Cazals, protagonitzada per Alejandro Parodi i Ana Bertha Espín. Amb un guió de Felipe Cazals en que ficciona els últims dies de vida del dictador mexicà Antonio López de Santa Anna.

## Sinopsi
Antonio López de Santa Anna va marcar amb la seva vida 82 anys de la història de Mèxic. La pel·lícula interroga: Qui era en realitat aquest general valerós i admirat? Per què han estat excloses les seves gestes de la història oficial? i si És un heroi nacional o el traïdor més gran de la pàtria? Sa altesa serenísima acompanya a aquest controvertit personatge, onze vegades president mexicà, abandonat per tots, oblidat per sempre pels seus amics, durant els tres últims dies de la seva vida. En l'ocàs, lluny del poder, l'ancià dictador no es resigna a la seva sort en tant que el seu espai històric es tanca inexorablement sobre la seva figura i sobre el final del segle xix.

## Repartiment
- Alejandro Parodi - Antonio López de Santa Anna
- Ana Bertha Espín - Dolores Tosta de López de Santa Anna
- Rodolfo Arías - Padre Anfossi
- Ana Ofelia Murguía - La Salamandra
- Blanca Guerra - Rosa Otilia Reynaud
- José Carlos Ruiz - Máximo Huerta
- Pedro Armendáriz Jr - Coronel Lavín
- Isaura Ezpinoza - Venus Tallabas
- Jorge Hernández - Obispo Archundia

## Premis
Premi Ariel (2001)
| Categoria                   | Persona              | Resultat   |
| --------------------------- | -------------------- | ---------- |
| Millor Pel·lícula           | Millor Pel·lícula    | Nominada   |
| Millor Director             | Felipe Cazals        | Nominat    |
| Millor Actor                | Alejandro Parodi     | Nominat    |
| Millor Actriu               | Ana Bertha Espín     | Guanyadora |
| Millor Coactuació Masculina | Pedro Armendáriz Jr. | Nominat    |
| Millor Coactuación Femenina | Ana Ofelia Murguía   | Nominada   |
| Millor Guió Original        | Felipe Cazals        | Nominat    |
| Millor Fotografia           | Ángel Goded          | Nominat    |
| Millor Música               | Zbigniew Taujana     | Nominat    |
| Millor Disseny d'Art        | Eduardo López        | Nominat    |
| Millor Ambientació          | Eduardo López        | Nominat    |